# 6202 Georgemiley
6202 Georgemiley eller 3332 T-1 är en asteroid i huvudbältet som upptäcktes den 26 mars 1971 av den nederländsk-amerikanske astronomen Tom Gehrels och det nederländska astronomparet Ingrid van Houten-Groeneveld och Cornelis Johannes van Houten vid Palomarobservatoriet. Den är uppkallad efter astronomen George K. Miley.
Asteroiden har en diameter på ungefär 2 kilometer.